# 弗蘭措森格拉本河 (錫克斯巴赫河支流)
49°36′59.90″N 10°30′9.87″E / 49.6166389°N 10.5027417°E
弗蘭措森格拉本河是德國的河流，位於該國東南部，由巴伐利亞負責管轄，屬於錫克斯巴赫河的右支流，發源自美因貝恩海姆，河道全長2.7公里，流域面積2.6平方公里。